# عبد الله البستاني
عبد الله بن ميخائيل بن ناصيف البستاني الماروني (كانون الأول 1854م ـ شباط 1930م) لغويّ وأديب وصحفي ومطران لبنانيّ، وُلد في بلدة دبية من عائلة دينية ولغوية، ودَرَس في المدرسة الوطنية في بيروت، ثم أصبح مدرساً للعربية في مدرسة الحكمة الثانوية، ومدرسة البطريركية في بيروت، تلقّى العربية من ناصيف اليازجي ويوسف الأسير الحسيني، اختير عضواً في مجمع اللغة العربية بدمشق، ورحلَ إلى قبرص، ألّف معجماً لغوياً سمّاه «البستان» في مجلدين، احتوى الكتاب على مصطلحات صناعية ومكتشفات جديدة في ذلك العصر، وقد نقَدهَ أنستاس الكرملي نقداً شديداً، وله أيضاً مختصر لمعجم البستان، اسمه «فاكهة البستان»، أصدر مع إسكندر عمون جريدةَ جُهينة الأخبار، وللبستاني أيضاً أربع روايات تمثيلية نثرية وخمس روايات شعرية، كانت بين عبد الله البستاني وأنستاس الكرملي مناظرات حادة نُشرت في مجلة مجمع اللغة العربية في دمشق، توفي البستاني في بيروت ودُفنَ في دير القمر.

## رثاؤه
رثاه الشاعر إيليا أبو ماضي في قصيدة:

## مؤلفاته
- معجم البستان، صدر في جزأين عن المطبعة الأمريكية ببيروت، الأول سنة 1927م،[9] والثاني سنة 1930.[10]
- معجم فاكهة البستان، وهو مختصر لمعجم البستان، صدر في جزأين عن المطبعة الأمريكية ببيروت، بُعيد وفاته سنة 1930.[11]

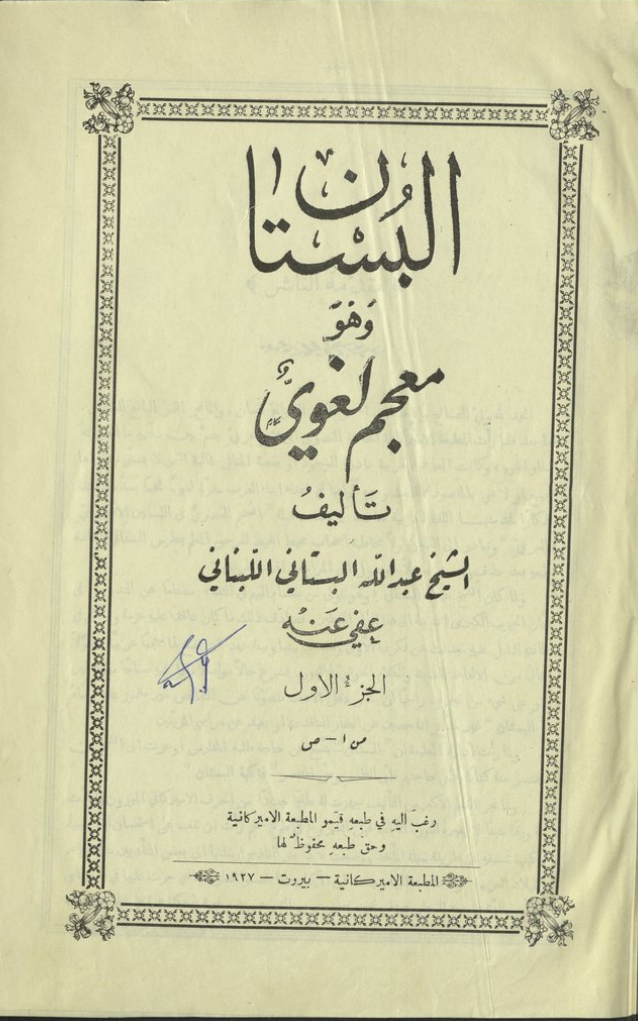
غلاف المجلد الأول من معجم البستان (1927)
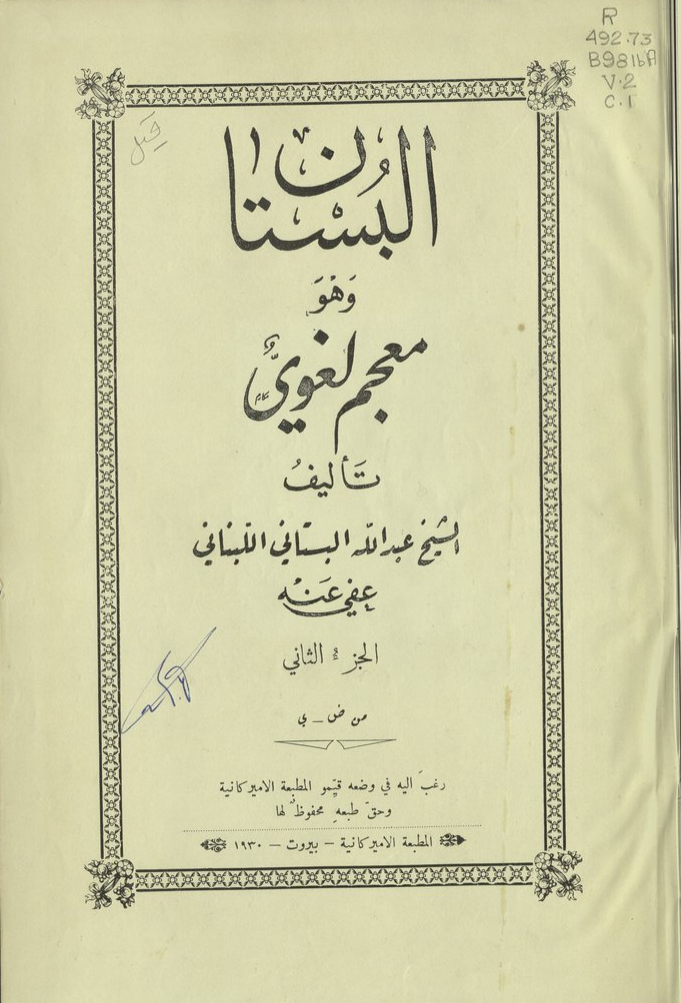
غلاف المجلد الأول من معجم البستان (1930)
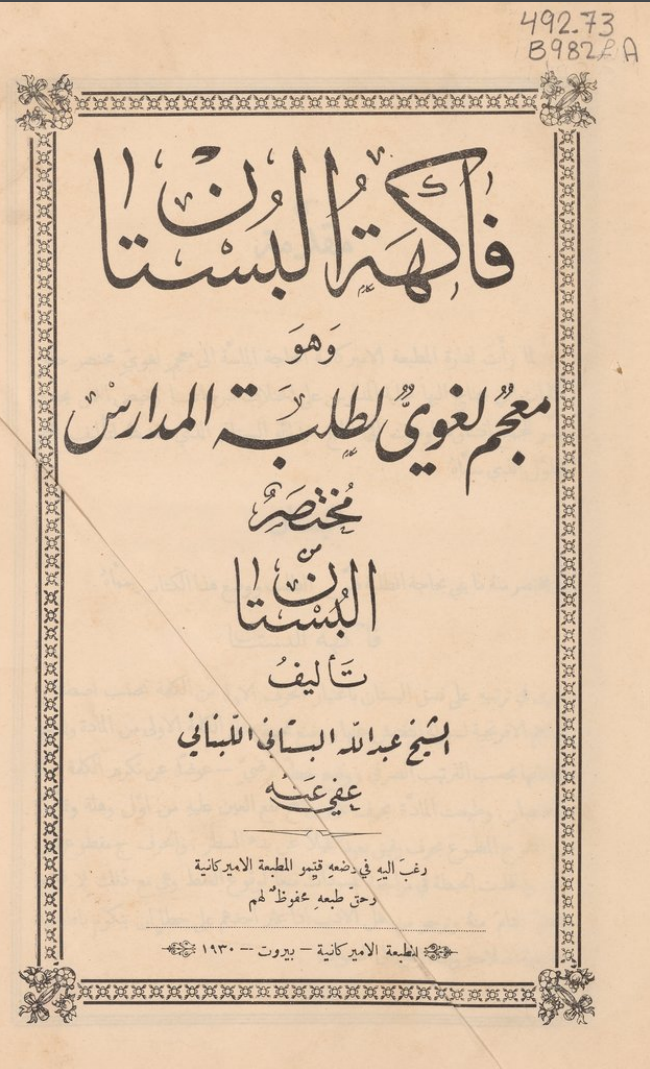
غلاف معجم فاكهة البستان (1930)